# Дунцюй (Паньчжихуа)
Район Дун (кит. упр. 东区, пиньинь Dōng qū, буквально: «Восточный район») — район городского подчинения городского округа Паньчжихуа провинции Сычуань (КНР).

## История
Изначально территории южнее реки входили в состав уезда Юнжэнь (永仁县) провинции Юньнань, а территории севернее реки — в состав уезда Яньбянь провинции Сычуань. Когда в 1965 году был образован городской округ Дукоу, то южнее реки был образован район Дахэ (大河区), а севернее реки — район Цзиньцзян (金江区). В 1973 году было произведено изменение административно-территориального деления: промышленные зоны вдоль реки Цзиньшацзян были скомпонованы в новые городские районы; в частности, из коммуны «Прогресс» района Дахэ и коммуны «Иньцзян» района Цзиньцзян был образован Восточный район Дукоу. В 1987 году Дукоу был переименован в Паньчжихуа.

## Административное деление
Район Дунцюй делится на 9 уличных комитетов и 1 посёлок.